# Heinrich II. von Sponheim-Bolanden

Familienwappen Sponheim-Kreuznach und Sponheim-Bolanden

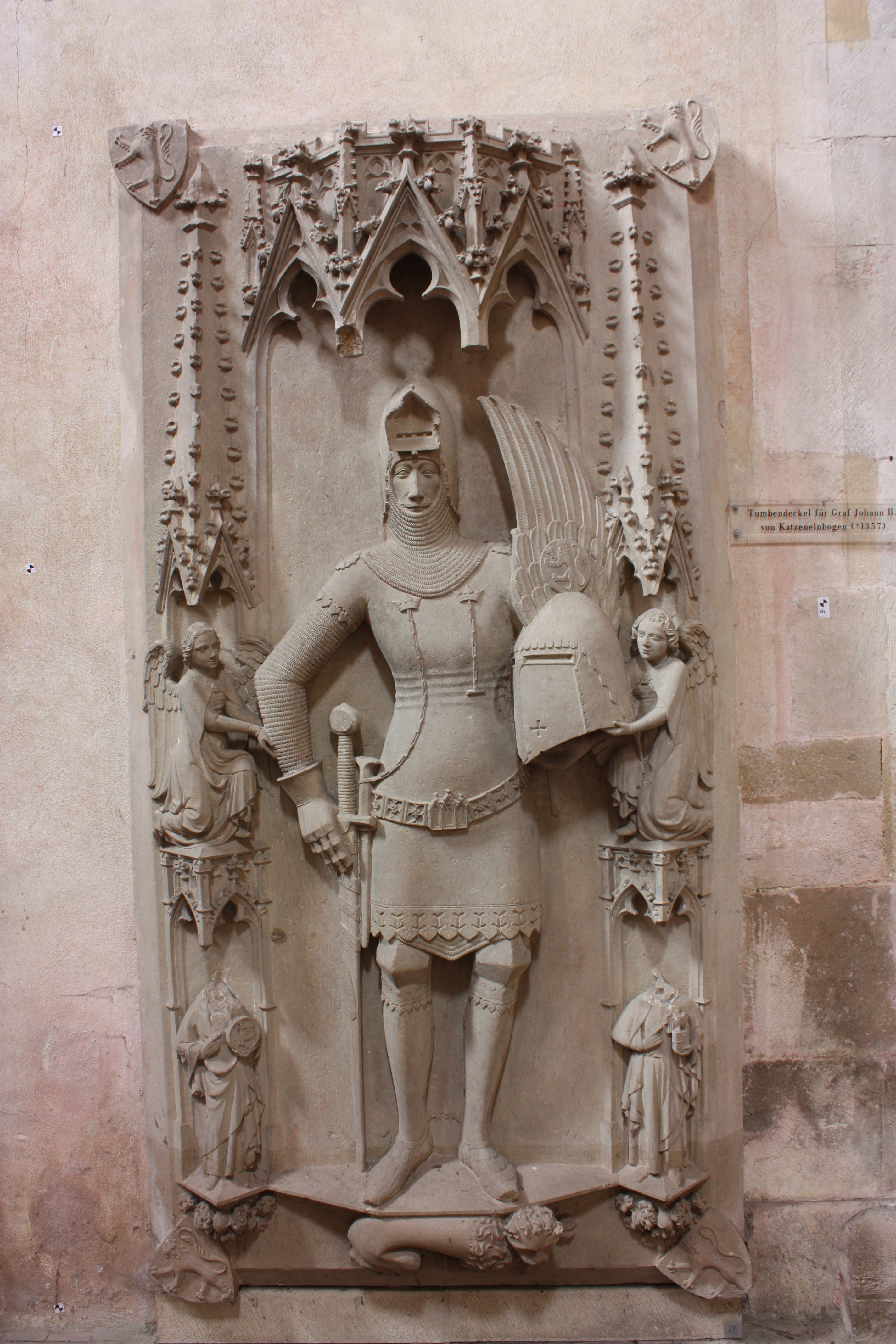
Grabplatte des Schwiegervaters Johann II. von Katzenelnbogen, im Kloster Eberbach

Heinrich II. von Sponheim-Bolanden (* um 1330; † 1393) war ein regional bedeutsamer Graf aus dem Uradelsgeschlecht der Sponheimer und Inhaber der Herrschaft Kirchheim und Stauf.

## Herkunft und Familie
Sein Großvater Heinrich I. von Sponheim-Bolanden, Sohn des Grafen Simon I. von Sponheim-Kreuznach hatte Kunigunde von Bolanden geheiratet und eine eigene Familienlinie gegründet, da seine Frau, aus dem Bolander Besitz, den größten Teil der Herrschaft Bolanden erbte. Der Familienzweig wird Sponheim-Bolanden, auch Sponheim-Bolanden-Dannenfels oder Sponheim-Dannenfels, innerhalb der Genealogie der Sponheimer bisweilen auch nur Bolanden-Dannenfels genannt.
Heinrich II. wurde geboren als Sohn des Grafen Philipp von Sponheim-Bolanden und seiner Gemahlin Lisa (Elisabeth) von Katzenelnbogen, Tochter des Grafen Diether VI. und Enkelin von Diether V. von Katzenelnbogen. Er heiratete 1350 Adelheid von Katzenelnbogen († 1397), Tochter des Grafen Johann II. († 1357), dessen Grabplatte sich im Kloster Eberbach erhalten hat.
Aus der Ehe ging nur die Tochter Elisabeth von Sponheim-Bolanden († 1381) hervor. Sie ehelichte Kraft IV. von Hohenlohe-Weikersheim († 1399).
Über deren Tochter Anna von Hohenlohe († 1410) und ihren Mann Philipp I. von Nassau-Saarbrücken-Weilburg fiel schließlich der gesamte Sponheim-Bolander Familienbesitz an das Haus Nassau, das ihn bis zum Ende der Feudalzeit besaß.

## Leben
Die Eltern von Heinrich II. lebten auf Burg Tannenfels bei Dannenfels, wo auch die Kinder weitgehend aufwuchsen. Dort hatte der Vater, Graf Philipp von Sponheim-Bolanden, seine Residenz eingerichtet und dem Dorf 1331 Stadtrechte verleihen lassen.
Nach des Vaters Tod (1337/38) regierten Heinrich II. und sein Bruder Johann III. ihr Ländchen gemeinsam von Dannenfels aus. Nach der 1350 erfolgten Heirat von Graf Heinrich II. verzichtete der Bruder Johann III. 1354 auf sein Erbteil. 

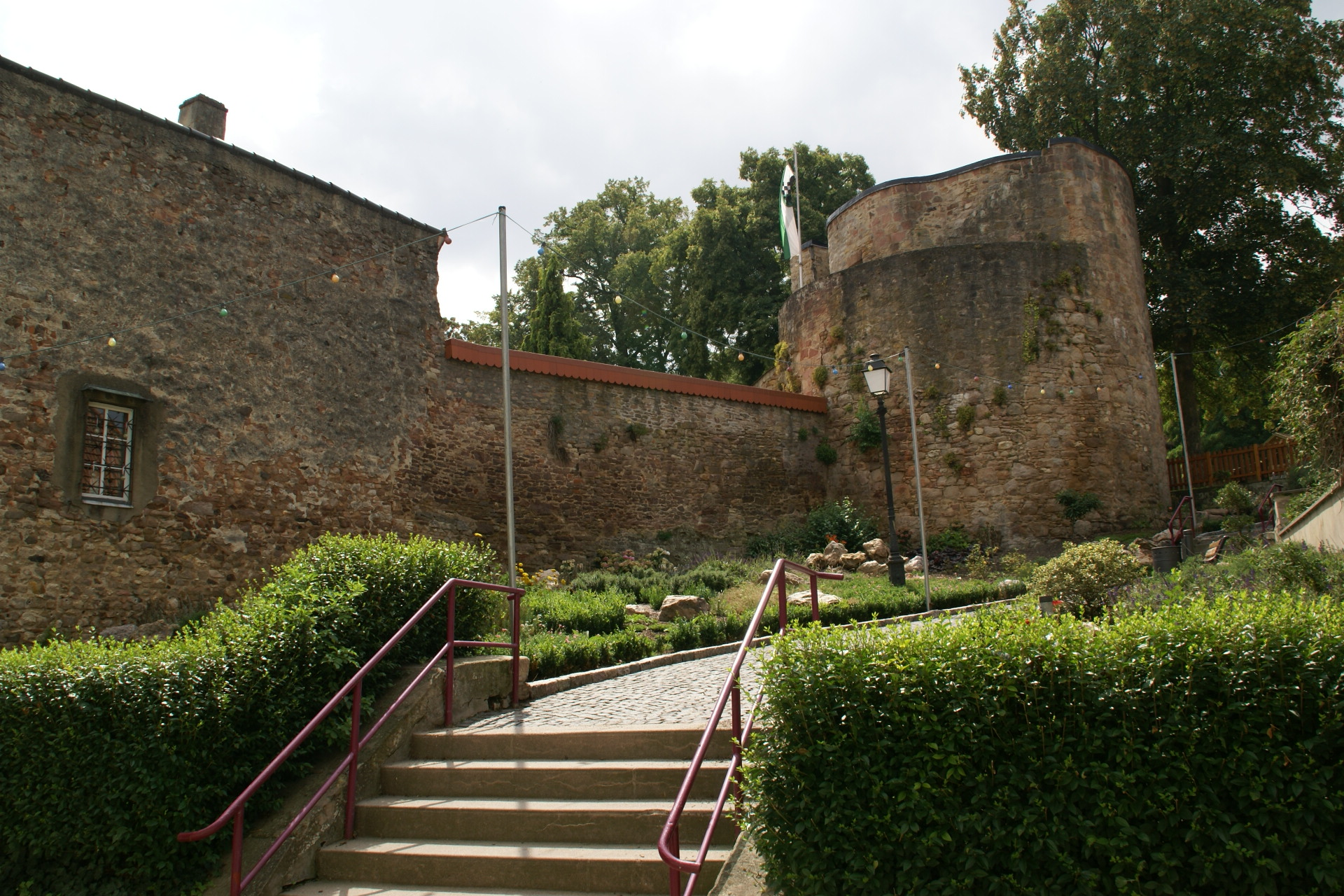
Gefängnisturm Kirchheimbolanden, vermutlich letzter Rest der von Graf Heinrich II. angelegten Burg

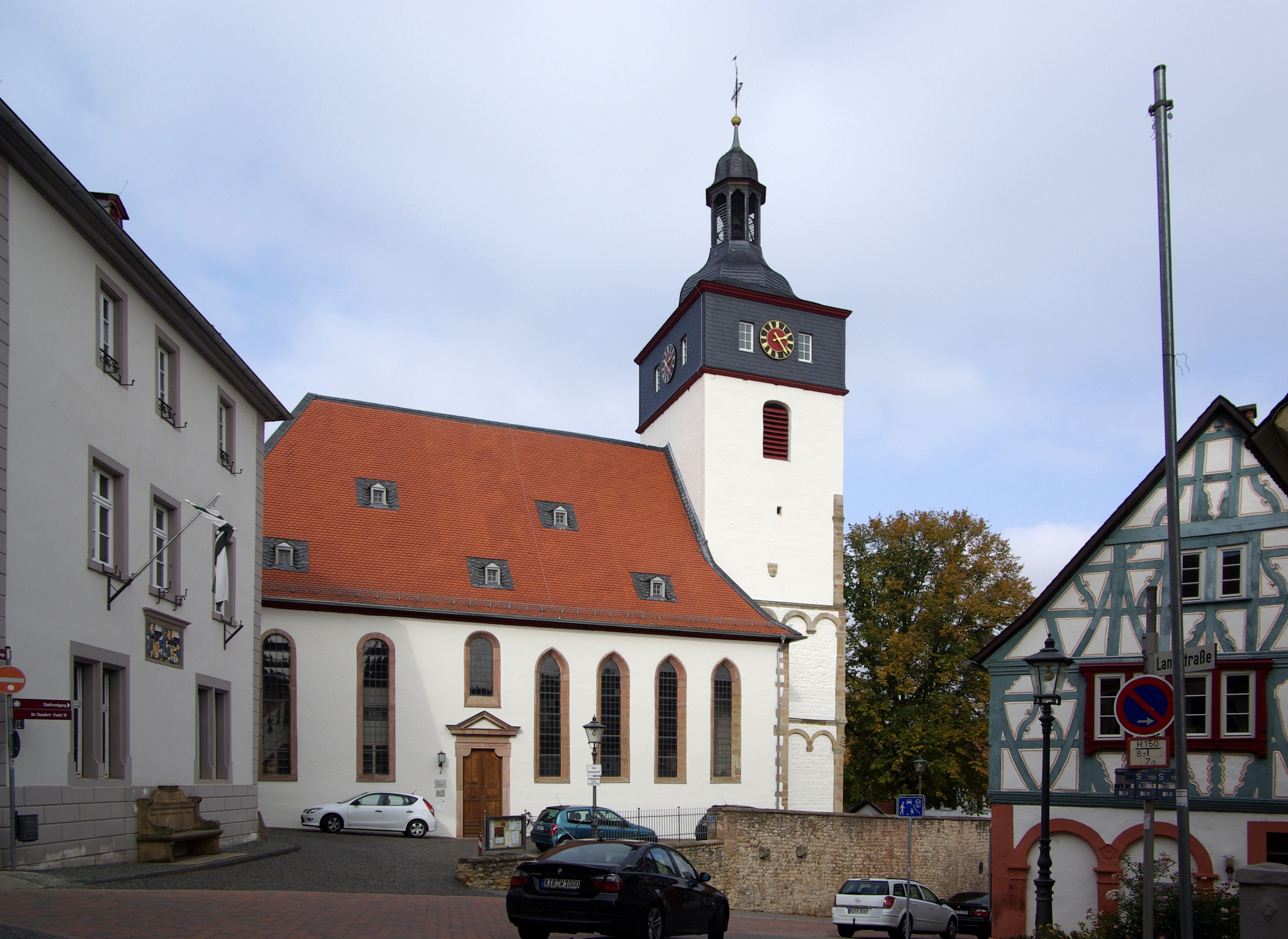
Peterskirche Kirchheimbolanden, Graf Heinrich II. ist unter dem romanischen Chorturm bestattet

Heinrich II. von Sponheim-Bolanden beantragte die Erteilung der Stadtrechte für sein Dorf Kirchheim, das heutige Kirchheimbolanden. Diese wurden von Kaiser Karl IV. am 1. Februar 1368  gewährt, einschließlich der Erlaubnis, den Ort zu befestigen. Der Graf verlegte sein Domizil dorthin, baute eine vorhandene, kleine Burganlage aus und begründete damit die aufstrebende Entwicklung der späteren Residenz- und heutigen Kreisstadt. Bergfried dieser Burg soll der noch erhaltene und später als Teil der Stadtbefestigung dienende „Pulver-“ bzw. „Gefängnisturm“ sein.
1370 übergab Heinrich II. dem Orden der Pauliner-Eremiten die in seinem Land, auf dem Gipfel des Donnersbergs gelegene, St. Jakobus geweihte Einsiedlerkapelle, nebst Ländereien und zugehörigen Gebäuden, um dort das Kloster St. Jakob zu gründen. Dies war schon ein Plan seines Vaters Philipp von Sponheim-Bolanden gewesen. 1371 schenkte er alle genannten Liegenschaften diesem Kloster als Seelgerät für sich, seine Gattin Adelheid, sowie für alle ihre Vorfahren und Nachkommen, mit zwei ewigen Messen als Jahrzeiten.
1378 und 1388 erwarb Heinrich II., von dem kinderlosen Grafen Eberhard II. von Zweibrücken, in zwei Hälften die Herrschaft und Burg Stauf.
Graf Heinrich II. von Sponheim-Bolanden starb 1393, seine Gattin 1397. Beide wurden in der Familiengruft ihrer neuen Residenzkirche St. Remigius, Kirchheimbolanden, bestattet (heute Evangelische Peterskirche). Das Schachbrettmuster im Stadtwappen von Kirchheimbolanden ist (in falscher Tinktur) seinem Wappen entnommen.